# Kottingbrunn
Kottingbrunn osztrák mezőváros Alsó-Ausztria Badeni járásában. 2022 januárjában 7388 lakosa volt. 

## Elhelyezkedése

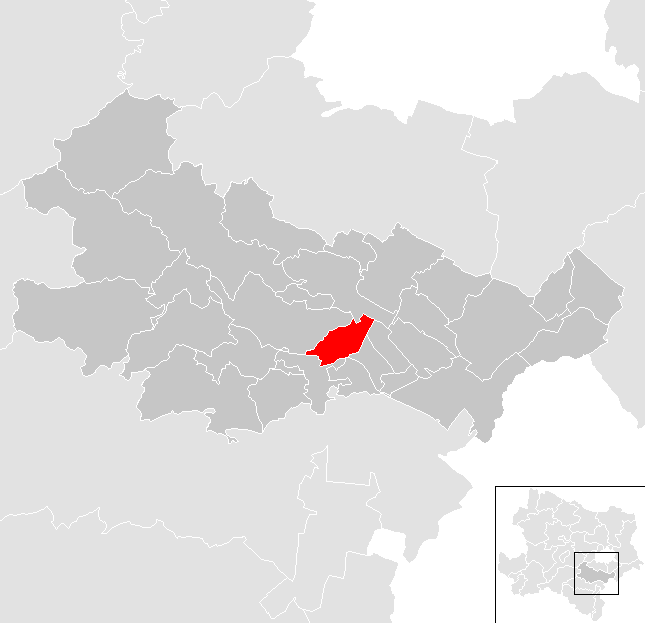
Kottingbrunn a Badeni járásban

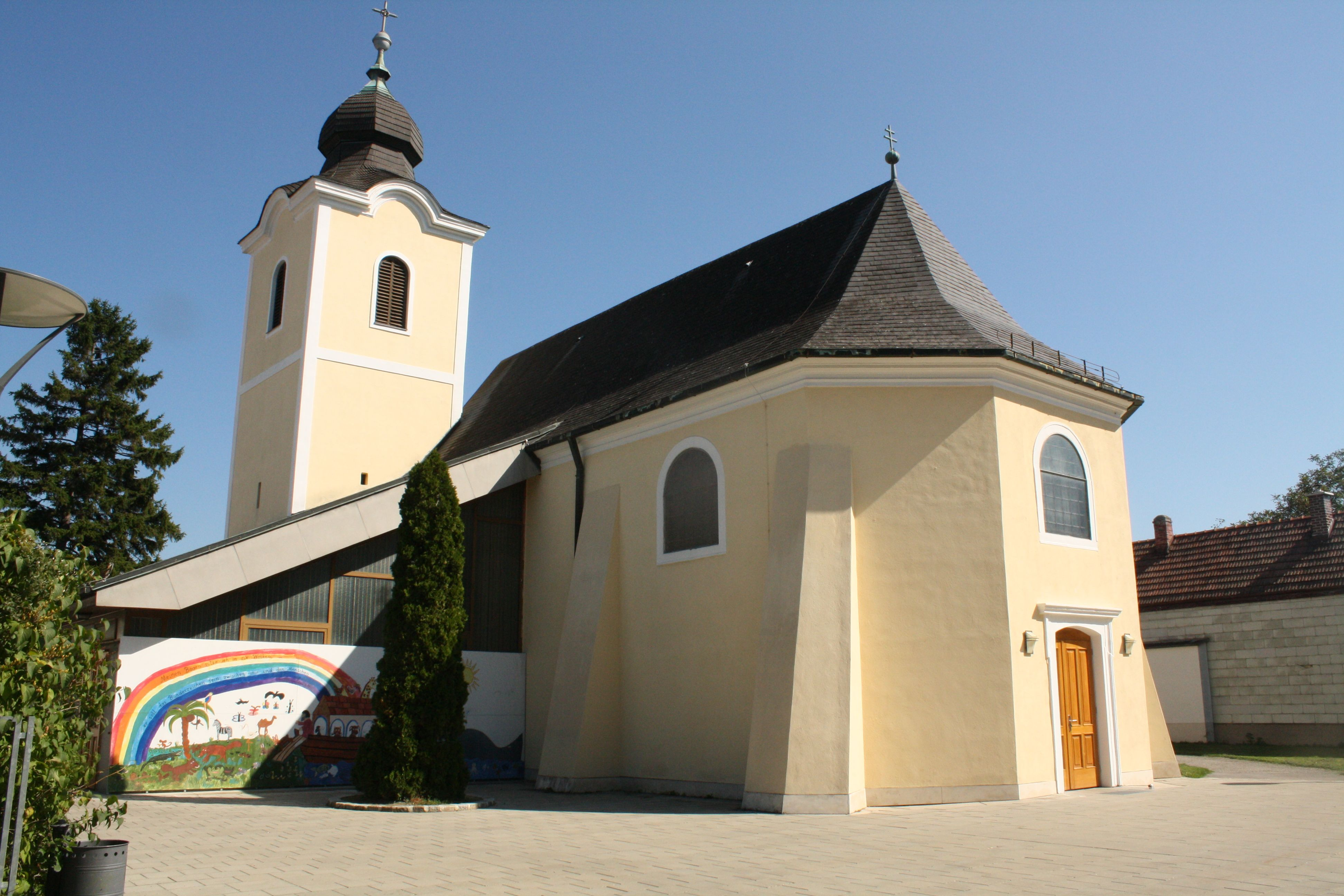
A Szt. Achatius-plébániatemplom

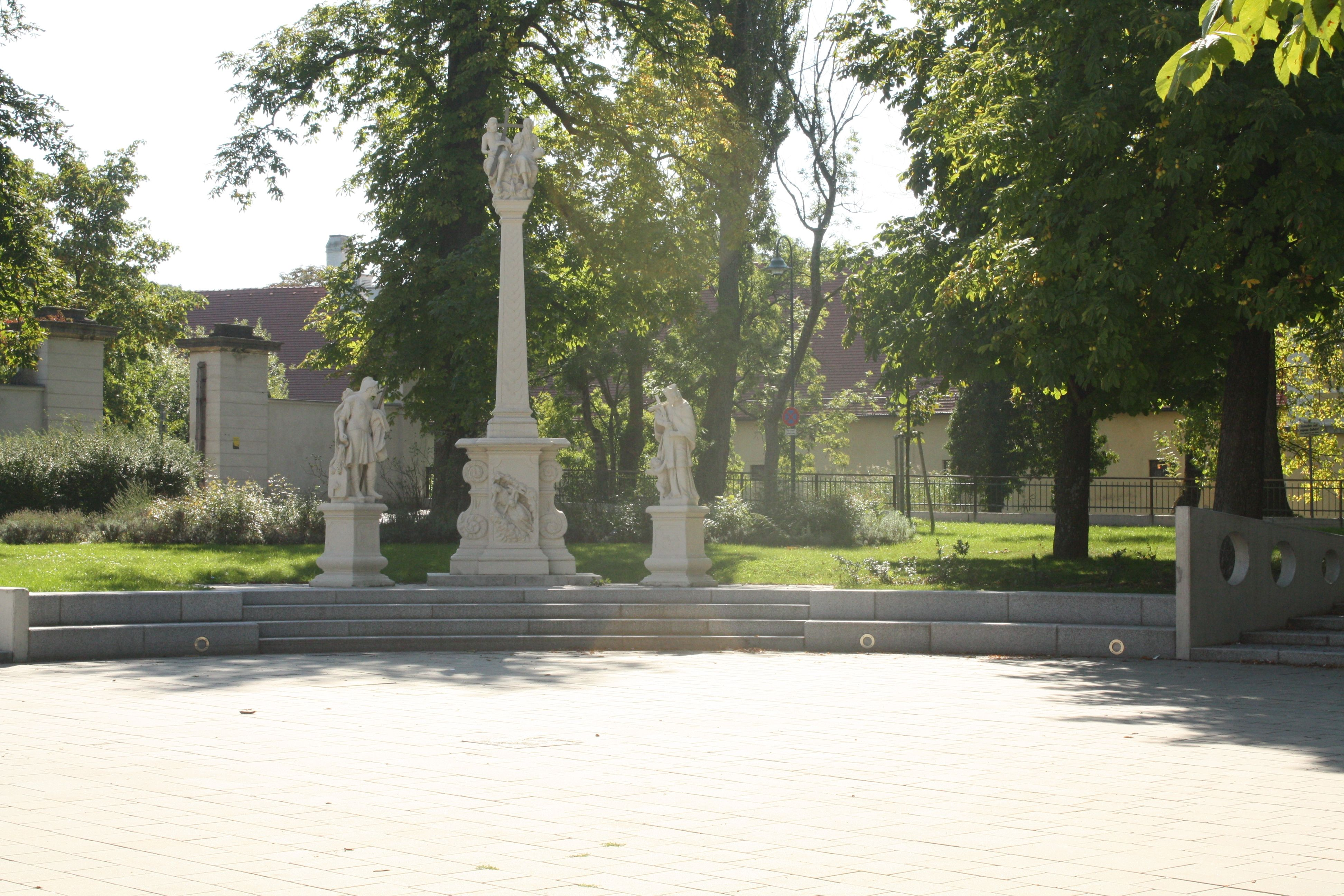
A Szentháromság-oszlop

Kottingbrunn a tartomány Industrieviertel régiójában fekszik, a Bécsi-medence délnyugati peremén. Legfontosabb folyóvizei a Bécsújhelyi-csatorna és az Aubach patak. Területének 3,9%-a erdő, 34,8% áll mezőgazdasági művelés alatt. Az önkormányzathoz egyetlen település tartozik. 
A környező önkormányzatok: északra Baden bei Wien, keletre Teesdorf, délkeletre Günselsdorf és Schönau an der Triesting, délre Leobersdorf, nyugatra Bad Vöslau.

## Története
Kottingbrunn területe az ókorban is lakott volt, erről tanúskodnak az i. e. 3. és i. sz. 4. századból való régészeti leletek. Neve egyes feltételezések szerint a cotinusok kelta törzsére vezethető vissza. A népvándorlás végén szlávok telepedtek meg a térségben, akiket a később betelepülő bajorok és frankok asszimiláltak. Kottingbrunn várát először 1114-ben említik. 
Bécs 1529-es első török ostromakor az erős, árokkal védett vár feltehetően megmaradt, de a második, 1683-as ostrom idején mind a várat, mind a falut elpusztították a törökök. Akkori tulajdonosaik, a Lamberg grófok vadászkastélyként építették újjá. 
1896-ban a kastély parkjában 2800 méter lóversenypálya nyílt meg, amelyet az Osztrák Jockey Club megvásárolt és üzemeltetett; így vált Kottingbrunn Ausztria első számú lóverseny-központjává. 1915 nyarán a pálya épületei (az istállók kivételével) leégtek, felújításukra a háború miatt nem került sor. Bár a versenyek véget értek, lovakat továbbra is tenyésztettek a létesítményben. 
A második világháború után a település szovjet megszállás alá került. 1955-ben az osztrák delegáció a kottingbrunni repülőtérről indult Moszkvába, hogy a megszállásnak véget vető államszerződést elfogadtassák. 

## Lakosság
A kottingbrunni önkormányzat területén 2021 januárjában 7388 fő élt. A lakosságszám 1951-től lendületesen gyarapodó tendenciát mutatott, de az utóbbi években stagnál. 2020-ban az ittlakók 87,8%-a volt osztrák állampolgár; a külföldiek közül 2,2% a régi (2004 előtti), 4,2% az új EU-tagállamokból érkezett. 4,6% az egykori Jugoszlávia (Szlovénia és Horvátország nélkül) vagy Törökország, 1,3% egyéb országok polgára volt. 2001-ben a lakosok 58,7%-a római katolikusnak, 8,5% evangélikusnak, 2,2% ortodoxnak, 4,6% mohamedánnak, 21,1% pedig felekezeten kívülinek vallotta magát. Ugyanekkor a legnagyobb nemzetiségi csoportokat a németek (87,8%) mellett a törökök (3,6%), a szerbek (2,4%), a magyarok (1,3%) és a horvátok (1,3%) alkották.
A népesség változása:

| 2016 | 7 409 |
| 2018 | 7 417 |

## Látnivalók
- a kottingbrunni kastély, ma a kastélymúzeum és a polgármesteri hivatal található benne
- a Szt. Achatius-plébániatemplom
- a helytörténeti múzeum
- az 1716-ban emelt Szentháromság-oszlop

## Fordítás
- Ez a szócikk részben vagy egészben  a   Kottingbrunn című német Wikipédia-szócikk ezen változatának fordításán alapul.  Az eredeti cikk szerkesztőit annak laptörténete sorolja fel. Ez a jelzés csupán a megfogalmazás eredetét és a szerzői jogokat jelzi, nem szolgál a cikkben szereplő információk forrásmegjelöléseként.